# Macross
Macross (マクロス Makurosu?) es una serie de anime de mecha y ciencia ficción, creada por Shōji Kawamori de Studio Nue en 1982. La franquicia cuenta con una historia ficticia de la Tierra/humanidad después del año 1999. Se compone de cuatro series de televisión, cuatro películas, seis OVAs, una novela ligera y cinco series manga, todo patrocinado por Big West Advertising.
Dentro de la serie, el término Macross se utiliza para denotar el principal buque capital. Este tema se inició en el Macross original, SDF-1.
Overtechnology se refiere a los avances científicos descubiertos en una nave alienígena (más tarde renombrado Super Dimension Fortress - One Macross) que se estrelló en el sur de la isla Ataria. Con esta tecnología, la Tierra fue capaz de crear una ingeniería inversa de la tecnología para crear el mecha (cazas variables y destroids) superlumínico conducido por naves espaciales y otras tecnologías más rápido que la luz que se puede apreciar en la serie. La primera serie de televisión con contenido editado y un guion revisado fue lanzada como la primera parte de Robotech en los Estados Unidos.

## Título
El título de la serie proviene del nombre de la principal nave espacial humana, Super Dimension Fortress, nombre que regularmente se abreviaba a SDF-1 Macross, añadiendo el número 1, pues se trataba de la primera nave. El nombre original para el proyecto Macross fue Battle City Megarodo (o Battle City Megaroad; como la transliteración japonesa a cualquier "L" o "R" dan al título un doble significado en referencia a la línea de la historia: Megaload, refiriéndose a la nave espacial que contiene toda una ciudad de las personas; y Megaroad en referencia al largo viaje a través del espacio a la Tierra). Sin embargo, uno de los directivos de los patrocinadores del proyecto, Big West Advertising, era un fan de Shakespeare, por lo que querían que la serie y la nave fueran nombrados Macbeth (マクベス Makubesu?). Un compromiso se hizo entre las partes con el título Macross (マクロス Makurosu?) debido a su pronunciación similar a Macbeth en japonés y debido a que aún contenía connotaciones al título original. La palabra Macross proviene de una combinación de juegos de palabras del prefijo "macro" en referencia a su enorme tamaño en comparación con los vehículos humanos (aunque si se compara con las naves alienígenas de la serie, es relativamente un arma destructora pequeña) y la distancia que debe cruzar.

## Temas
Los siguientes son los temas comúnmente vistos y establecidos en las distintas series de la franquicia Macross:

### U.N. Spacy

U.N. Spacy Roundel

U.N. Spacy es la organización de fuerzas armadas ficticia de la Earth Unified Government (地球統合政府 Chikyū Tōgō Seifu?). Fue establecida por las de la modernas Naciones Unidas con el fin de defender la Tierra de un posible ataque alinigena hostil y participó en la Primera Guerra Espacial contra una raza extraterrestre llamada Zentradi. Las operaciones posteriores de la U.N. Spacy se ampliaron a la colonización interestelar y mantuvieron la paz en general de los asentamientos fuera del planeta Tierra.
El término "Spacy" es un acrónimo de los términos "Army" y "Navy"; aunque algunas fuentes japonesas también utilizan el término Space Army y algunas fuentes en idioma inglés utilizan el término Space Navy, lo que sugiere que el término es una contracción.

### Variable fighters
Un Caza variable, también conocido como un caza Veritch en la adaptación llamada Robotech, es uno de una serie de caza aeroespaciales transformables, diseñados principalmente por Shoji Kawamori y Kazutaka Miyatake de Studio Nue. Por lo general son capaces de transformarse en aviones de combate/espacio, un robot humanoide y un híbrido de los dos modos, más conocido como "Gerwalk". El VF-1 Valkyrie original se llamaba en realidad "Valkyrie", pero la nave genéricamente se ha contemplado como tal en la serie desde entonces.

### Música
La música es parte integral de casi todos los títulos Macross por tener significados en una serie de comportamientos de los antagonistas hacia ella. Las ídolos musicales también juegan un papel central en varias de las historias de Macross. A menudo, el protagonista estará involucrado en un triángulo amoroso con una serie de ídolos musicales; la más destacada, Lynn Minmay.

### Space Fold
El "Pliegue del espacio-tiempo" en el espacio exterior permite viajar más rápido que la luz en la franquicia Macross. Esta capacidad se introdujo cuando el SDF-1 se estrelló al aterrizar en la Tierra, y desde entonces se ha descrito oficialmente como un tipo de deformación cuando se navega en el espacio (o lo que se llama el desplazamiento espacial a la estupenda velocidad de la luz) permitiendo viajar casi instantáneamente distancias ultra largas: una deformación en el espacio transporta una nave espacial en un lapso muy corto de tiempo intercambiando primero la ubicación de la nave espacial con el espacio o sub-espacio en la Super Dimension, y luego el intercambia la Super Dimension con el espacio del lugar de destino.
Según el primer teniente Hayase Misaa de la U.N. Spacy durante la I guerra espacial (2009-2012) mientras una hora pasa en la Super Dimension del espacio, pasan unos diez días en el espacio normal. La última serie de televisión de la franquicia Macross, Macross Frontier amplía aún más ese concepto mediante la introducción de fallos o dislocaciones en la deformación, que retrasan aún más los viajes en la deformación de la Super Dimension e interfieren con las comunicaciones de la aeronave. También se explica en Macross Frontier, cuales son las limitaciones de la deformación del espacio, tales como el aumento geométrico en el requerimiento de energía con la masa del objeto a ser deformada, lo que impide que objetos muy grandes puedan ser deformados/transportados a gran velocidad a través de grandes distancias.
El acto de entrar en la Super Dimension del espacio es llamada "fold in". Al llegar al destino, el acto de dejar la Super Dimension del espacio es llamada "defold" o un "fold out".

### Otros elementos
La franquicia también explora temas menores, incluyendo el choque cultural, mayoría de edad y la nostalgia.
La nueva era tras el fin de la I guerra espacial es parte del curso de la línea del tiempo ficticia de la franquicia Macross. La serie más reciente, Macross Delta, se centra a 55 años después del inicio de la guerra con los Zentradi y representa una civilización entre humana y alienígena ya coexistente al mismo tiempo que se relata la colonización hacia el centro de la galaxia.
Junto con Gundam, una serie con robots reales tipo mecha de los cuales Shoji Kawamori es un fanático, Macross exploró cómo los individuos le hacen frente a la guerra. Mientras Gundam es mucho más político y directo sobre los horrores de la guerra, cada serie de televisión de Macross es única porque nunca representa a los antagonistas como intrínsecamente malos y demuestra al final que el amor, la cultura, y la música se pueden utilizar para derrotarlos.

## Cronología de la franquicia
Varias series, secuelas y una precuela han sido creadas. La mayoría utiliza una cronología creada por los creadores del Studio Nue, y los que siguieron sus propias cronologías eran considerados como "historias paralelas" del estudio. La principal producción de Macross consta de (en orden de liberación de manera descendente):
| Fechas de lanzamiento                               | Episodios   | Obra                       | Título original | Cronología                                                    |
| --------------------------------------------------- | ----------- | -------------------------- | --- | ------------------------------------------------------------- |
| Octubre de 1982 a junio de 1983                     | 36          | Serie de televisión        | The Super Dimension Fortress Macross Obra original adaptada por Harmony Gold para convertirse Robotech: The Macross Saga en 1985.                                                                                      | 2009–2012                                                     |
| Julio de 1984                                       | —           | Película                   | The Super Dimension Fortress Macross: Do You Remember Love? Narración alternativa de los acontecimientos en The Super Dimension Fortress Macross, específicamente del episodio 2 al 27.                                | 2009–2012/2031 Historia dentro de una historia (en Macross 7) |
| Junio de 1987                                       | 1           | OVA                        | The Super Dimension Fortress Macross: Flash Back 2012 Epilógo de la película, segmentos definitivos se añadieron en la "edición perfecta" de la película.                                                              | 2012                                                          |
| Mayo de 1992 a noviembre de 1992                    | 6           | Serie OVA                  | Super Dimensional Fortress Macross II: Lovers Again "Macross 10th Anniversary" Serie OVA y secuela creada sin el Studio Nue.                                                                                           | 2092 Continuidad "paralela" al mundo alternativo              |
| Agosto de 1994 a junio de 1995                      | 4           | Serie OVA                  | Macross Plus Serie OVA y secuela creada por el Studio Nue. Una historia paralela. | 2040                                                          |
| Marzo de 1995 a julio de 1995                       | 4           | Serie OVA                  | Macross Plus: International Version Versión OVA alternativa con el elenco y canciones inglés. | 2040                                                          |
| Octubre de 1994 a septiembre de 1995                | 49          | Serie de televisión        | Macross 7 Serie de televisión y secuela de Macross Plus. La primera de las secuelas que tratan sobre la metatrama. Cuenta con un nuevo elenco de personajes, y sólo tres personajes que regresan de la serie original. | 2045-2046                                                     |
| Octubre de 1994 a mayo de 2001                      | 8 volúmenes | Serie manga                | Macross 7: Trash Primer cómic con historia paralela serializada en la revista Shōnen Ace para luego ser liberados como volúmenes.                                                                                      | 2046                                                          |
| Septiembre de 1995                                  | —           | Película                   | Macross Plus: Movie Edition Versión cinematográfica alternativa con diferente edición y escenas adicionales. | 2040                                                          |
| Septiembre de 1995                                  | —           | Película                   | Macross 7 The Movie: The Galaxy Is Calling Me! | 2046                                                          |
| Diciembre de 1995                                   | 3           | OVA                        | Macross 7: Encore Episodios adicionales de la serie de televisión Three 94. | 2046                                                          |
| Diciembre de 1997 a agosto de 1998                  | 4           | Serie OVA                  | Macross Dynamite 7 "Aniversario número 15 de Macross" Secuela número 94 de la series de televisión. | 2047                                                          |
| Diciembre de 2002 a octubre de 2004                 | 5           | Serie OVA                  | Macross Zero "Aniversario número 20 de Macross" Precuela original número 81 de la series de televisión. | 2008                                                          |
| Diciembre de 2007                                   | —           | Serie manga                | Macross Frontier Manga Secuela número 94 de la series de televisión. Narración de los acontecimientos en formato cómic de Macross Frontier y serializado primeramente en la revista Shōnen Ace.                        | 2059                                                          |
| Diciembre de 2007                                   | 1           | Serie de televisión piloto | Macross Frontier (Deculture Edition) "Aniversario número 25 de Macross" Episodio piloto y secuela número 94 de la series de televisión.                                                                                | 2059                                                          |
| Abril de 2008                                       | 25          | Serie de televisión        | Macross Frontier "Aniversario número 25 de Macross" Secuela número 94 de la series de televisión. | 2059                                                          |
| 2009–Actualidad                                     | —           | Serie manga                | Macross: The First Narración de los acontecimientos en formato cómic de The Super Dimension Fortress Macross serializada en la revista Macross Ace y actualmente en Newtype Ace.                                       | 2009–2012                                                     |
| 21 de noviembre de 2009                             | —           | Película                   | Macross Frontier The Movie: The False Songstress Adaptación de la película teatral, de la serie de televisión en 2008.                                                                                                 | 2059                                                          |
| Diciembre de 2010 a noviembre de 2011               | 12          | Novelas                    | Macross The Ride Precuela original número 8 de la serie de televisión. | 2058                                                          |
| 26 de febrero de 2011                               | —           | Película                   | Macross Frontier Movie: The Wings of Goodbye Secuela de la película de teatro en 2009. | 2059                                                          |
| 3-8 de octubre de 2012                              | —           | Musical                    | Macross The Musicalture Aniversario número 30 celebrado con espectáculo de música en vivo en Tokyo Dome. | 2062                                                          |
| 20 de octubre de 2012                               | —           | Película                   | Macross FB 7: Ore no Uta o Kike! "Aniversario número 15 de Macross Dynamite 7" Nueva historia con los personajes de Macross Frontier.                                                                                  | 2059                                                          |
| 28 de febrero de 2013                               | —           | Videojuego                 | Macross 30: The Voice that Connects the Galaxy "Aniversario número 30 de Macross" | 2060                                                          |
| 31 de diciembre de 2015-Al 25 de septiembre de 2016 | 26          | Serie de televisión        | Macross Delta | 2067                                                          |

Un largometraje, subtitulado Do You Remember Love? (愛・おぼえていますか Ai Oboete Imasu ka?), fue lanzado en 1984, con una versión condensada de la historia y la animación de vanguardia. Esta película fue descrita más tarde como una película de "drama histórico" en el universo Macross (similar a las películas de la Segunda Guerra Mundial en el mundo real). En Macross Plus y Macross 7, se revela que había una película producida después de I Guerra Espacial (el conflicto original entre la Tierra y los Zentradi). Kawamori describe la relación entre las dos representaciones de la I Guerra Espacial: "El verdadero Macross está ahí fuera, en alguna parte. Si digo la historia en la longitud de una serie de televisión, se ve de una manera, y si cuento la historia como una película de larga duración, se organiza de otra manera." (Una versión editada, doblada al inglés de la característica también fue lanzada a video como Clash of the Bionoids).
Macross II, el único proyecto de animación sin la participación directa del Studio Nue fue declarado una historia paralela del mundo realizada por Studio Nue.
En marzo de 2007, Studio Victor arregló un casting para una actriz de voz para jugar a la heroína, Ranka Lee, en una continuación sin título de la nueva serie Macross. A los 18 años de edad Nakajima Megumi fue seleccionado en el canto a nivel nacional y actuando en una audición para el papel de Ranka Lee en Japón. Al proyecto se le dio el título tentativo de Macross 25. Más tarde, como parte del concierto del aniversario número 25, un tráiler ha revelado el nuevo título tentativo de Macross F (Frontier). Durante el concierto Kawamori Shoji mencionó que el plazo de Macross Frontier estaba en el año 2070 AD. Kawamori también anunció que Yoko Kanno sería el co-compositor de la música de la nueva serie Macross. De acuerdo con la revista Newtype, esta nueva serie se supone que tendrá lugar en una escuela. El episodio piloto salió al aire el 23 de diciembre de 2007. La nueva serie se estableció finalmente en el año 2059 AD y tuvo lugar en una nueva Macross Colony Fleet llamada "Macross Frontier". El nuevo show fue producido por Satelight y sus episodios comenzaron su difusión periódica el 4 de abril de 2008, en canal MBS de Japón. El último episodio se emitió el 25 de septiembre de 2008, lo que llevó a una serie con un total de 25 episodios. Un Macross Frontier Movie Edition fue anunciado justo después de la finalización de la nueva serie animada de televisión.
En el área de Kanto se reestrena la serie anime de televisión, Macross Frontier, a principios de 2014 en Japón terminó con un anuncio teaser de que una nueva serie de Televisión de Macross está en obra, y más tarde en ese mismo año fue titulado tentativamente Macross Δ (Delta). Al igual que en Macross Frontier, un casting se llevará a cabo por uno de los personajes principales de la serie para comenzar el 1 de diciembre de 2014.

### Cronología ficticia de Macross/The Super Dimension
Varias series, secuelas y una precuela han sido creadas en Macross/The Super Dimension. La principal producción de Macross/The Super Dimension consta de (en orden cronológico de manera descendente):
| Cronología | Título original y comentarios breves | Obra                | Fechas de lanzamiento                             | Episodios            |
| ---------- | --- | ------------------- | ------------------------------------------------- | -------------------- |
| 1999       | The Super Dimension Fortress Macross (solo el prólogo) Una gigantesca nave de guerra alienígena, luego de un violento ingreso atmosférico, cae sobre la isla de Ataria Sur. | Serie de televisión | octubre de 1982                                   | (Solo el capítulo 1) |
| 2002–2010  | Misa Hayase: White Reminiscences | Novelas             | febrero de 1984                                   | —                    |
| 2008       | Macross Zero Historia original sobre el origen de Macross, en donde U.N.-Spacy y los antinacionalistas se enfrentan sin saber de una criatura alienígena que apareció de repente. | Serie OVA           | diciembre de 2002 a octubre de 2004               | 5                    |
| 2009       | Dreaming Prelude: My Fair Minmay | Novelas             | abril de 1983                                     | —                    |
| 2009–2012  | The Super Dimension Fortress Macross Obra original adaptada por Harmony Gold para convertirse Robotech: The Macross Saga en 1985. Estalló la primera guerra espacial, en donde humanos y Zentradis se enfrentan a muerte. | Serie de televisión | octubre de 1982 a junio de 1983                   | 36                   |
| 2009–2012  | Macross: The First Narración de los acontecimientos en formato cómic de The Super Dimension Fortress Macross y serializado en la revista Macross Ace y en Newtype Ace. | Manga               | febrero de 2009 – en curso                        | —                    |
| 2010       | Macross Inside Story: Macross Classic | Audio drama         | agosto de 1996                                    | 4                    |
| 2009-2012  | Macross: Do You Remember Love? Narración de los acontecimientos de The Super Dimension Fortress Macross, especialmente desde el episodio 2 hasta el 27. Durante la primera guerra espacial, algunos Zentradis se aliaron con los humanos para enfrentarse a una nueva amenaza. | Película            | julio de 1984                                     | —                    |
| 2012       | The Super Dimension Fortress Macross: Flash Back 2012 Epílogo de la película, se añadieron segmentos definitivos en la "edición perfecta" de la película. | OVA                 | junio de 1987                                     | —                    |
| 2014–2030  | Macross M3 | Videojuego          | febrero de 2001                                   | —                    |
| 2040       | Macross Plus Secuela OVA original de Macross creada por el Studio Nue. En el planeta Eden, un nuevo mundo habitable descubierto por humanos y Zentradi aliados, la U.N. Spacy prueba las nuevas armas para enfrentar cualquier amenaza. Solo dos naves, el YF-19 y el YF-21, son usados para la operación Super Nova antes de que apareciera los incidentes relacionados con la inteligencia artifical. | Serie OVA           | agosto de 1994 a septiembre de 1995               | 5                    |
| 2043       | Macross: True Love Song | Videojuego          | marzo de 2000                                     | —                    |
| 2045       | Macross 7 Docking Festival: Singing Saves the Galaxy!? | Audio drama         | marzo de 1995                                     | —                    |
| 2045–2046  | Macross 7 Serie de televisión y secuela de Macross Plus. La primera de las secuelas que tratan sobre la metatrama. Humanos y Zentradis aliados se enfrentan a nuevas amenazas y se encargan de proteger una flota de colonias espaciales. | Serie de televisión | octubre de 1994 a septiembre de 1995              | 49                   |
| 2046       | Macross 7: Trash | Manga               | mayo de 1995 a julio de 2001                      | 8 volúmenes          |
| 2046       | Macross 7 The Movie: The Galaxy Is Calling Me! | Película            | septiembre de 1995                                | —                    |
| 2046       | Macross 7: Encore Secuela OVA original de Macross 7. | Serie OVA           | diciembre de 1995 a febrero de 1996               | 3                    |
| 2046       | Macross Generation | Audio drama         | abril de 1997                                     | 10                   |
| 2047       | Macross Digital Mission VF-X | Videojuego          | febrero de 1997                                   | —                    |
| 2047       | Macross Dynamite 7 Secuela OVA original de Macross 7 Uno de los pilotos abandona Macross 7 pero en una de las colonias espaciales se han detectado nuevas criaturas, pero las batallas contra los malvados continúan. | Serie OVA           | diciembre de 1997 a agosto de 1998                | 4                    |
| 2050       | Macross VF-X2 | Videojuego          | septiembre de 1999                                | —                    |
| 2058       | Macross The Ride | Novelas             | diciembre de 2010 a noviembre de 2011             | 12                   |
| 2059       | Macross Frontier Los Vajra, una raza alienígena cuya sociedad está basada en la de los insectos atacan a una de las colonias y los nuevos pilotos, la mayoría provenientes de la academia Macross, se preparan para enfrentarlos. | Serie de televisión | abril de 2008 a septiembre de 2008                | 25                   |
| 2059       | Super Dimension Song Maiden Ranka | Manga               | octubre de 2008                                   | 1 volumen            |
| 2059       | Macross Frontier The Movie: The False Songstress Adaptación de la película teatral de Macross Frontier. | Película            | noviembre de 2009                                 | —                    |
| 2059       | Sheryl: Kiss in the Galaxy | Manga               | septiembre de 2010 a octubre de 2012              | 4 volúmenes          |
| 2059       | Macross Frontier Movie: The Wings of Goodbye Secuela de la película teatral en 2009. | Película            | febrero de 2011                                   | —                    |
| 2059       | Macross Frontier: Hold Me Tightly to the Edge of the Galaxy | Manga               | septiembre de 2012                                | 1 volumen            |
| 2059       | Macross FB 7: Ore no Uta o Kike! Crossover especial de Macross 7 y Macross Frontier. | Película            | octubre de 2012                                   | —                    |
| 2059       | Macross Fortissimo | Manga               | marzo de 2013                                     | 1 volumen            |
| 2060       | Macross 30: Voices across the Galaxy | Videojuego          | febrero de 2013                                   | —                    |
| 2062       | Macross The Musicalture Aniversario número 30 celebrado con espectáculo de música en vivo. | Musical             | octubre de 2012                                   | —                    |
| 2067       | Macross Delta Ocho años después de los incidentes con los Vajra, una extraña enfermedad que provoca violentos cambios en el comportamiento de los individuos amenaza la galaxia. Un grupo contratista militar recurre al uso de una agrupación de Idols para combatir la enfermedad. | Serie de televisión | 31 de diciembre de 2015- 25 de septiembre de 2016 | 26                   |
| 2067       | Macross Delta: Gekijou no Walküre (劇場版マクロスΔ 激情のワルキューレ Gekijō-ban Makurosu Deruta Gekijō no Warukyūre?) Película que relata los sucesos de la serie de televisión con una historia alterada. | Película            | 9 de febrero de 2018                              | —                    |
| 2068       | Macross Delta: Zettai LIVE!!!!! (劇場版マクロスΔ 絶対LIVE!!!!!! Gekijōban Makurosu Deruta Zettai LIVE!!!!!!?) Situada un año después de la película y la serie de televisión, CHAOS debe enfrentar la amenaza de una organización terrorista que pretende usar el poder de la música para oprimir a la Galaxia.                                                                                         | Película            | 8 de octubre de 2021                              | —                    |
| 2092       | Macross II Secuela OVA original de Macross creada sin el Studio Nue. La historia narra sobre la última guerra Zentradi. | Serie OVA           | mayo de 1992 a noviembre de 1992                  | 6                    |

## Videojuegos
Los videojuegos de Macross se basan en su universo, a veces ampliándolo con personajes originales e historias paralelas; los últimos videojuegos a menudo incluyen la nueva creación de un metraje (largometraje o cortometraje) anime y todos ellos fueron publicados exclusivamente en Japón; excepto los juegos Takatoku, un juego electrónico manual distribuido por Incoming Trading, un juego de arcade de Banpresto licenciado por Fabtek, y un videojuego de Bandai Visual para PlayStation que debutó en la localización norteamericana siendo finalmente cancelado debido a problemas de licencia que involucra a Harmony Gold.

### Macross Ace Frontier y sus secuelas
Además, en PSP, el estudio Artdink ha creado Macross Ace Frontier en donde recopila varias series de Macross. Este juego cubre Macross Zero, Super Dimension Fortress Macross, Macross Plus, Macross 7 y Macross Frontier y usa el sistema Gundam Battle como motor de juego. Mientras mayor puntaje obtenga los jugadores en una misión, más dinero (puntos Nyan), puntos tech y afección se obtiene. Los mechas usados obtienen puntos tech para alterar los parámetros, que son alterados por el usuario. Los puntos Nyan, que es el dinero del juego, es usado para comprar objetos o funciones o contratar pilotos. Las afecciones determinan a qué personajes aman u odian al piloto. Macross Ultimate Frontier es una de las expansiones, añadiendo Do you remember love?, Dynamite 7 y Macross II. Además, se añade los ataques antimisiles y se reestructura las misiones. Macross Triangle Frontier es la última expansión que añade la primera película de Macross Frontier, se reestructura de nuevo las misiones, los personajes cuentan con barras propias de SP en vez de 6 que es el máximo, los mecha tienen su propia barra de propulsión en vez de mostrar la barra entera y es alterada con los parámetros de velocidad, y las afecciones solo toman en cuenta los personajes creados por el usuario en el nuevo modo Academia. Dicho modo fue agregado en la última expansión y cuenta la historia del personaje en la Academia Macross de Macross Frontier antes de graduarse. Las tres entregas tuvieron interfaces alteradas para distinguirlas.

## Problemas de internacionalización
Si bien Super Dimensional Fortress Macross es una serie de anime que fue emitida por primera vez en Japón el 3 de octubre de 1982, Super Dimensional Cavalry Southern Cross fue transmitida en 1984 y Genesis Climber Mospeada en 1983, la creación de Robotech es el resultado de la fusión de las anteriores series, convirtiéndose en una especie de "serie collage", que fue emitida en Estados Unidos durante 1985, por lo tanto es y ha sido el causal de controversias para los seguidores de la serie de Carl Macek así como la franquicia Macross, entre las cuales se destacan:
- Super Dimensional Fortress Macross, es la base de Robotech y la que da inicio a la historia. En 1999 una nave extraterrestre se estrella contra la Tierra, que en ese momento está convulsionada por una gran guerra. Luego de reconstruirla, más naves llegan a la órbita terrestre buscando la nave (rebautizada como Macross) que poseía los secretos de la Protocultura, que en este caso no era una fuente de energía proveniente de una planta extraterrestre sino una cultura extraterrestre antiquísima, creadora de la humanidad y de sus enemigos en esta serie, los gigantescos y combativos Zentraedi (cuyos nombre originales en la serie japonesa son los Zentran y las guerreras Meltran , nombres originales de los Zentraedi en la serie original).[24][25]

- El concepto que se le dio a la fuente de energía que en Robotech se le denomina "Protocultura" no es una fuente de poder (según Macross, en sus episodios finales, apenas se habla sobre lo que es la "Protocultura" y se refieren a que una raza desconocida, de los cuales se cita que pudieron ser los creadores de los Zentraedi y muy probablemente también de los humanos; para mantener un poco de consistencia, el término fue cambiado de manera drástica, y se le da a una fuente de poder descubierta hace siglos por un científico de un planeta desconocido. Ahí es donde se unen también términos como “La Flor de la Vida“, de manera de poder agregar la tercera saga (Mospeada) a las dos anteriores.[24][25]

- La serie Macross termina en el capítulo con el ataque suicida de Quamzin Kravshera (conocido en la serie Robotech como “Khyron“), y las continuaciones que ha tenido (Macross Plus, Macross 7 y Macross Frontier) no hablan mucho -casi nada en verdad- acerca de la flota de Hikaru Ichijyo (conocido en Robotech como Rick Hunter), salvo en el OVA titulada Super Dimensional Fortress Macross: Flash Back 2012, donde se ve el despegue de la Megaroad 01 (que resulta siendo en la serie Robotech la nave destruida conocida simplemente como SDF-2 Megalord, la nave espacial que iba a ser comandada por la Almirante Lisa Hayes, que en Japón en la serie Macross original es llamada Misa Hayase). En Robotech, se menciona que el destino de Rick Hunter es su futuro como el Almirante Hunter, de esta idea es donde parte la idea de unificar las tres series que forman Robotech, que junto a su esposa Lisa Hayes parten en la nave espacial SDF-3 Pionera rumbo hacia la tierra de los amos de la Robotecnia, en búsqueda de pactar un intento de paz con dicha raza alienígena, mientras que en la serie Macross, su destino es incierto, ya que su misión es la colonización de otro planeta y la nave que pilotea se denomina Megarodo (Megaroad) 01 que resulta siendo el nombre sustituto para la SDF-2. En los sucesos de la serie Robotech, no es vuelto a ver tras misteriosos incidentes en el espacio, hasta la película "Robotech: The Shadow Chronicles", en donde por razones de derechos cambiaron su apariencia en un 100%, así como que se muestra en las escenas finales de la película, el Almirante Hunter y su tripulación desaparecen en un Agujero Negro y por consiguiente, uno de los protagonistas de "La Nueva Generación", Scott Bernard se le ve en una misión en la que parte hacia la búsqueda del almirante.

- Super Dimensional Fortress Macross por su parte, en su versión japonesa ha producido 2 películas relacionadas con la serie original (Super Dimensional Fortress Macross: Do you remember love?, y Super Dimensional Fortress Macross: Flash Back 2012), cuatro secuelas (Macross plus (OVAs), los animes secuela Macross 7 (Incluyendo 3 OVAS y una película), Macross Frontier (otro anime secuela) y la recién estrenada en 2016, Macross Delta (nuevo anime en emisión), cada una de ellos con al menos 1 película re-contando la historia respectiva. Además de una OVA precuela, Macross Zero, y un universo alternativo, además de gran cantidad de juegos.[24][25]

Robotech por su parte, tuvo la emisión de los 85 episodios, la adaptación de sus películas: (Codename: Robotech película que sirvió de piloto de la televisión, Robotech: La Película (1986), la cual es una adaptación de la OVA japonesa Megazone 23 y retazos de la serie Super Dimensional Cavalry Southern Cross, anime que no tiene relación como ya se dijo con Macross, salvo la productora, y Robotech: The Shadow Chronicles, la secuela, planteada al final de la serie. En cuanto a las OVAS, se adaptó en formato de película la fallida serie Robotech II: Los Centinelas que terminó convirtiéndose en una OVA por diversos problemas en su estreno, y Robotech: Love Live Alive, que resultó siendo la versión de los acontecimientos finales de la serie desde el punto de vista de Yellow Dancer (conocido como Lancer) desde una entrevista que resume la tercera temporada. Además una fallida película que tuvo que ser cancelada por falta de creatividad en el estilo de la animación y la falta de apoyo del público que se sintió defraudada frente a la serie original.
Si bien la segunda y tercera serie que forma el arco final de Robotech replantea la estructura de la continuidad de las series Macross y que las hace diferenciar como franquicias entre sí, una de las principales características que tuvo esta temporada y (que es algo que de verdad casi es indiferente) es que la raza que ataca al planeta Tierra tras el final de la segunda Guerra Robotech es que los villanos del anime Genesis Climber MOSPEADA, los Inbito, fue cambiados por el nombre de Invid, y que el combustible de los distintos mechas pasó a llamarse Protocultura en lugar de HBT que era el nombre original, siendo un derivado del Hidrógeno. Casi todo lo demás se mantiene sin mayores cambios, salvo la obvia americanización de los nombres de los personajes.
- Otra de las controversias principales entre Robotech y Macross, quizás se deba a un personaje de la segunda temporada de Robotech, fue nada menos que el causado por el personaje de Dana Sterling, que en la serie norteamericana es de las dos hijas de Max Sterling y Miriya Parino. Según la historia oficial de Macross 7, la icónica pareja tuvo un total de 7 hijas, que aparecieron junto su padre en la serie Macross 7, donde viajan en la Nave espacial de la Clase Nuevo Macross, bautizada como Macross 7, integrante esencial de la 37° expedición de la flota colonial, que viaja en la misión de colonización en el espacio profundo, siendo la protagonista de dicha serie Mylene, la menor de las siete niñas. En la continuidad de Robotech, cuyo nombre es el de Dana Sterling, (siendo acá la hija de Max y Miriya en esta continuidad) es diferente el anime de Super Dimensional Cavalry Southern Cross donde se llama Jeanne Francaix y su historia no ocurre en la Tierra, sino en el lejano planeta Gloire; sus enemigos no son los “Maestros de la Robotechnia“, sino una raza conocida como “Los Zor“, antiguos habitantes del planeta Gloire. Otra diferencia es que al final de la serie de Southern Cross, la liberación de las semillas de la planta aseguran alimentación para todos los habitantes del planeta y no generan una invasión como sucede en Robotech.[24][25]

Entre otras diferencias que se han encontrado a lo largo de la transmisión de las series "Macross" y "Robotech", han sido:
- La Alteración de los Nombres originales de los personajes, ya mencionado.
- La Alteración de toda la música original (Reba West, quien compuso la música de la serie Robotech), mientras que Mari Iijima y Kentaro Haneda que compuso la música de la serie original.
- Otro de los conceptos que diferencian la saga, es que en las series Macross no se venera la guerra, la muestra tal y como es: cruda, horrible, triste. Los protagonistas no son héroes, son solo seres humanos tratando de sobrevivir y entenderse a sí mismos en todo el conflicto.

Al final, lo único que une a Robotech con Macross es la primera parte de la historia atada la invasión Zentraedi, al extender un término y mencionar una y otra vez referencias a personajes de las series anteriores sagas en una forma para mantener la continuidad, formándose tres series totalmente inconexas, salvo tal vez por el hecho que los mechas tenían 3 modos de transformación.
El 18 de marzo de 2024, Macross estaría disponible a través de Disney+ para transmisión en todo el mundo, con la excepción de Super Dimension Fortress Macross y Do You Remember Love?.

### Japonés
- Sitio web oficial
- Sitio web oficial de Macross en su aniversario número 30
- Sitio web oficial de Macross F
- Sitio web oficial de Big West